# Alessandro del Torso
Alessandro Pietro Antonio del Torso, född 10 september 1883 i Udine i Friuli-Venezia Giulia, död där 7 november 1967, var en italiensk skeletonåkare. Lanfranchi tävlade i skeleton vid olympiska vinterspelen 1928 i Sankt Moritz. Han kom på sjunde plats.